# Loreto (Misiones)
Loreto est un village et une municipalité argentine de la Province de Misiones situé dans le département de Candelaria

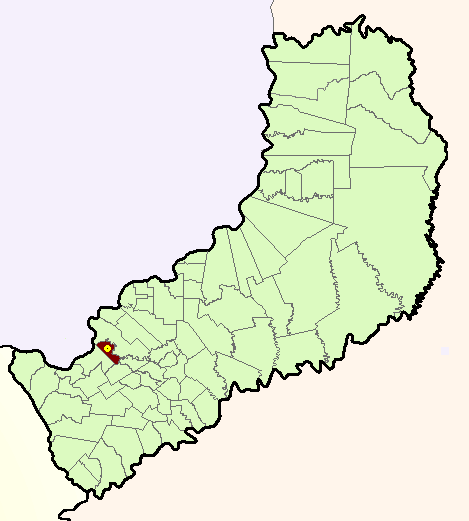
La municipalité de Loreto, province de Misiones. Le point jaune marque le village de Loreto.

La municipalité a une population de 1 201 habitants, selon le recensement de 2001 (INDEC).
Les principales attractions sont les Ruines jésuites de la Mission de Nuestra Señora de Loreto, auxquelles on arrive via la Route Nationale 12, que relie à la commune à Posadas.

## Histoire
L'origine de l'actuel village de Loreto se trouve dans l'ancienne réduction (mission catholique construite et gérée par des missionnaires) qui fut détruite de Notre-Dame de Lorette del Pirapó (es) (Loreto I).
Fondée par les jésuites au XVIIe siècle dans le nord du Guayrá (en) (actuellement nord de l'état brésilien de Parana), elle se trouvait à la confluence des rivières Pirapó et,Paranapanema 22° 36′ 51″ S, 51° 57′ 00″ O.
Face aux attaques durant les années 1629 à 1631 de bandeirantes luso-brésiliens, les habitants des Missions du Guayrá ont dû émigrer guidées par le père jésuite Antonio Ruiz de Montoya, jusqu'au territoire qui correspond à l'actuelle province argentine de Misiones.
La population a encore souffert en 1817 de nouvelles et violentes attaques luso-brésiliennes qui ont laissé le village de l'époque (Loreto II) en ruine.
Depuis la route nationale 12 jusqu'aux ruines de Loreto II, une route asphaltée facilite l'accès aux ruines de la Mission Notre-Dame de Lorette.

## Paroisses de l'Église catholique en Loreto
| Diócesis           | Posées               |
| ------------------ | -------------------- |
| Vicaría parroquial | Notre Dame de Loreto |